# ألموغ كوهن
ألموغ كوهن (بالعبرية: אלמוג כהן‏) (1 سبتمبر 1988 ببئر السبع في إسرائيل - ) هو لاعب كرة قدم إسرائيلي في مركز الوسط. شارك مع منتخب إسرائيل تحت 21 سنة لكرة القدم ومنتخب إسرائيل لكرة القدم. أما مع النوادي، فقد لعب مع إنغولشتات 04 ومكابي نتانيا ونادي نورنبرغ ونادي هبوعيل تل أبيب.

## وصلات خارجية
- اولمونغ كوهن على موقع الاتحاد الأوربي (الإنجليزية)
- اولمونغ كوهن على موقع قاعدة بيانات كرة القدم.إي يو (الإنجليزية)
- اولمونغ كوهن على موقع بيانات كرة القدم. دي إي (الألمانية)
- اولمونغ كوهن على موقع ناشيونال فوتبول تيمز (الإنجليزية)
- اولمونغ كوهن على موقع Soccerway.com (الإنجليزية)
- اولمونغ كوهن على موقع عالم كرة القدم.نت (الإنجليزية)
- اولمونغ كوهن على موقع AS.com (الإسبانية)